# 学校法人トキワ松学園

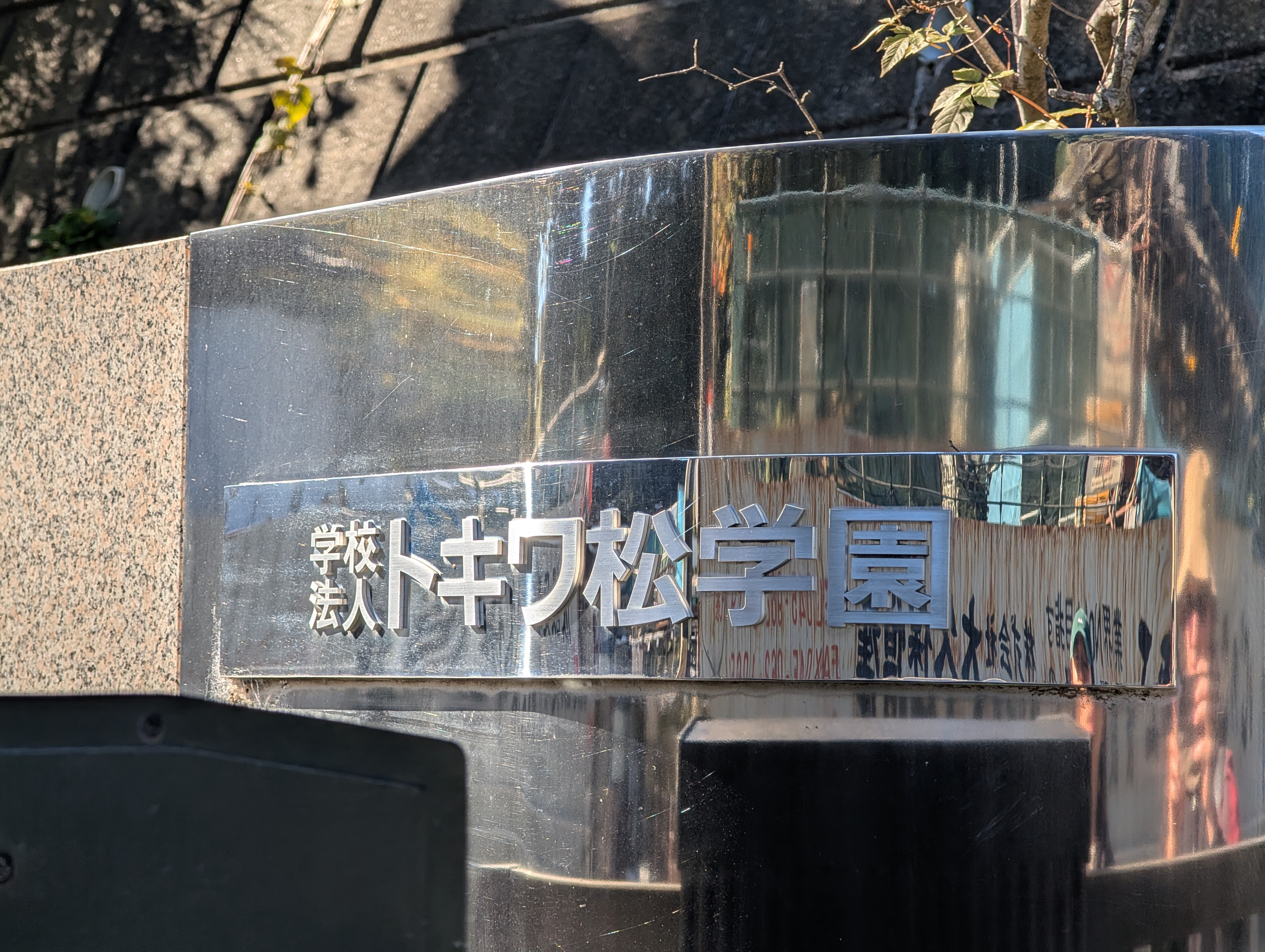
トキワ松学園銘板。横浜市青葉区にある横浜美術大学で（2024年11月）。

学校法人トキワ松学園（がっこうほうじんトキワまつがくえん）は、東京都目黒区碑文谷に本部を置く学校法人である。トキワ松学園小学校、トキワ松学園中学校・高等学校、横浜美術大学を運営している。

## 沿革
- 1916年（大正5年）
  - 7月 - 三角錫子が常磐松女学校（二年制）を東京都渋谷区常磐松御料地（現在の渋谷区東一丁目）に設立
- 1923年（大正12年）4月 - 常盤松高等女学校（四年制）となる
- 1938年（昭和13年）4月 - 五年制となる
- 1945年（昭和20年）5月 - アメリカ軍による空襲を受け校舎焼失
- 1947年（昭和22年）
  - 4月 - 新制常磐松中学校開校
  - 7月 - 財団法人常盤松学園設立
- 1948年（昭和23年）4月 - 東京都目黒区碑文谷に木造平屋建て校舎落成。新制常磐松高等学校開校
- 1949年（昭和24年） - 同校中学生からの手紙により、インドのジャワハルラール・ネルー首相より上野動物園に小象インディラが贈られる
- 1951年（昭和26年）
  - 3月 - 学校法人トキワ松学園設立
  - 4月トキワ松学園小学校開校
  - 月不明 - 小中高の校歌が校友会により選定される。
- 1955年（昭和30年） - 鉄筋4階建ての新校舎落成
- 1960年（昭和35年） - 第1回トキワ祭、学園会バザーが行なわれる
- 1966年（昭和41年）4月 - 学園創立50周年を期してトキワ松学園女子短期大学（造形美術科）を神奈川県横浜市青葉区に開学
- 1987年（昭和62年）4月 - 女子短期大学に一年制の別科（デザイン専修）を設置
- 1994年（平成6年）4月 - 女子短期大学の別科を廃止
- 1995年（平成7年）4月 - 女子短期大学の校名をトキワ松学園横浜美術短期大学に変更
- 1996年（平成8年）4月 - 短期大学に専攻科を設置
- 2000年（平成12年）2月 - 目黒キャンパスに新校舎竣工
- 2001年（平成13年）4月 - 短期大学を男女共学化し、横浜美術短期大学へ校名変更
- 2008年（平成20年）5月 - 目黒校舎に新体育館・室内プール完成。クライミングウォールなどのPA施設を体育館内に常設
- 2010年（平成22年）4月 - 横浜美術大学（美術学部美術学科）を開学。短期大学造形美術科・専攻科を学生募集停止
- 2011年（平成23年） - 中学校高等学校の図書教育に対して文部科学大臣から「子どもの読書活動優秀実践校」として表彰される
- 2012年（平成24年）7月 - 横浜美術短期大学を廃止
- 2014年（平成26年） - ユネスコスクールに認定される
- 2015年（平成27年） - 創立100周年記念 プレイベント「さかなクンVS金魚博士」の講演会開催
- 2015年（平成27年） -　さかなクンによりダンゴウオがトキワ松学園のスクールフィッシュとなる
- 2016年（平成28年）4月 - 大学の美術学科を美術・デザイン学科に改組
- 2016年（平成28年）11月 - トキワ松学園創立100周年
- 2016年（平成28年） -在校生によりスクールフィッシュの愛称が「だんギョ松」と決定
- 2016年（平成28年） -創立100周年記念いのちの講演会 樋野興夫氏講演会「がん哲学外来から～いのちの尊さを考える～」]
- 2016年（平成28年） -「六番町くらぶ」の協力を得て、コンサート・講演会などのチャリティーイベントを碑文谷校舎内で定期的に開催することを決定
- 2016年（平成28年） -内閣官房東京オリンピック競技大会・東京パラリンピック競技大会推進本部beyond2020プログラムロゴマークに横浜美術大学卒業生のデザインが採用される。
- 2017年（平成29年） -創立100周年記念で碑文谷校舎に新カフェテリア・横浜美術大学ギャラリーオープン
- 2017年（平成29年）- 論理的思考力と表現力を鍛える新授業「思考と表現」が中学1年生でスタート
- 2018年（平成30年）- 論理的思考力と表現力を鍛える新授業「思考と表現」が高校1年生でスタート
- 2018年（平成30年）- みどり会（同窓会）設立100周年記念美術展開催

- 2020年（令和４年）- 「よい仕事おこしフェア実行委員会」と包括連携協定を締結。全国の信用金庫と地域の発展、安心・安全に暮らせる地域づくりなどを進めていくことをめざす

## 設置校
- トキワ松学園小学校
- トキワ松学園中学校・高等学校
- 横浜美術大学

## 学園創立者・三角錫子
三角錫子（みすみ すずこ）は1872年（明治5年）、旧加賀藩士三角家の長女として金沢に生まれた。女子高等師範学校を卒業し、札幌や東京で教職に就いた後、個性を尊重する自由で伸びやかな教育を目指して、1916年（大正5年）、渋谷常磐松町一番地に常磐松女学校を創立した。女性教育の先駆者として、女性も知識を付け、自ら考えることを提唱した。鎌倉の逗子開成ボート遭難事件の際、命を落とした生徒を悼み、唱歌「真白き富士の根」を作詞したことでも有名。

## トキワ松の理念
『鋼鉄（はがね）に一輪のすみれの花を添えて』
「長い年限を女学校に行かれないけれども学びたいという人のために建てた学校である。皆が自由に正しく学べばよい。子供たちがめいめい持って生まれた天分を伸ばしてあげればよいのだ。今のように、女学校の卒業証書が嫁入り道具の箪笥ならば、ここ（常磐松）のは小さな風呂敷ぐらいのものであろう。なにとぞ小さくともその中にしっかりした鋼鉄（はがね）に一輪のすみれの花を添えて包んでいってほしい。」（創立の言葉より）